# Эскадренные миноносцы типа «Трайбл» (1905)
Эскадренные миноносцы типа «Трайбл» («Дикарь») — серия английских эскадренных миноносцев. Первые турбинные эсминцы британского флота, однако высокая стоимость и многочисленные конструктивные недостатки не позволяют назвать их слишком удачными. В годы войны неоднократно перевооружались и модернизировались.
Новые корабли получили названия «диких племен» в весьма забавной интерпретации этого понятия англичанами. В число «диких» попали, к примеру, казаки и татары, викинги и крестоносцы, а заодно и амазонки.
Послужили прототипом для японских эсминце типа «Умикадзе».

## Представители проекта
| Наименование | Операторы      | Заложен | Начало службы | Судьба                                                                                       |
| ------------ | -------------- | ------- | ------------- | -------------------------------------------------------------------------------------------- |
| «Африди»     | Великобритания |         | 8.5.1907      | Списан в 1919                                                                                |
| «Коссак»     | Великобритания |         | 16.2.1907     | Списан в 1919                                                                                |
| «Гурка»      | Великобритания |         | 29.4.1907     | Погиб на мине 8.2.1917                                                                       |
| «Мохок»      | Великобритания |         | 15.3.1907     | Списан в 1919                                                                                |
| «Тартар»     | Великобритания |         | 25.6.1907     | Списан в 1921                                                                                |
| «Амазон»     | Великобритания |         | 29.7.1908     | Списан в 1919                                                                                |
| «Сарацин»    | Великобритания |         | 31.3.1908     | Списан в 1919                                                                                |
| «Крусейдер»  | Великобритания |         | 20.3.1909     | Списан в 1920                                                                                |
| «Маори»      | Великобритания |         | 24.5.1909     | Погиб на мине 7.5.1915                                                                       |
| «Нубиен»     | Великобритания |         | 21.4.1909     | 27.10.1916 в бою взрывом оторвало нос. Корма использована при строительстве эсминца «Зубиен» |
| «Викинг»     | Великобритания |         | 14.9.1909     | Списан в 1919                                                                                |
| «Зулу»       | Великобритания |         | 16.9.1909     | 8.11.1916 миной оторвало корму. Нос использован при строительстве эсминца «Зубиен»           |
| «Зубиен»     | Великобритания |         | 7.6.1917      | Списан в 1919                                                                                |